# 경성콤그룹
경성콤그룹(京城-)은 일제 강점기 말기에 조직된 독립운동단체이자 비밀결사 조직이다. 1939년부터 1941년 사이에 경성부를 중심으로 조선공산당을 재건하기 위해 활동한 조직으로 1930년대 초반에 있었던 각 콤그룹의 당재건운동과 그 후 1930년대 중반에 있었던 경성의 이재유 그룹과 원산의 이주하 그룹의 당재건운동을 계승한 1930년대 후반 대표적인 당재건운동 단체다. 일제강점기 국내파 사회주의, 공산주의 운동가들의 최후 집결체로 평가받고 있다. 명칭은 경성 코뮤니스트 그룹을 줄여 부른 것이다. 박헌영, 이현상, 이관술, 이재유, 김태준 등이 주로 활동하였다.

## 결성
1938년 말에 모스크바와 상하이 등지에서 활동하던 화요파의 김단야가 조선에 들어와 조선공산당 조직의 재건을 위한 움직임을 보였고, 이관술, 김삼룡, 이순금 등과 함께 이듬해 4월에 결성했다.
이 무렵은 중일 전쟁으로 전시체제가 구축되고 공산주의 운동 및 항일 운동에 대한 탄압이 극심하던 때였다. 검거, 전향, 도피, 투항으로 공산주의 운동은 급격히 위축되었다. 아직 검거되지 않고 지하에 남아 있던 공산주의 운동가들은 더이상의 활동가 이탈을 막고, 훗날 상황이 호전되어 조선공산당을 재건할 수 있게 될 때를 대비하여 비밀 조직을 구성한 것이었다.
경성콤그룹은 일제 강점기 말기, 국내에서 조직된 대규모 항일조직이었다. 그 해 심여 개의 공장과 학교에 조직을 만드는 등 조직운동을 수행하였다. 1939년 연말에는 수감중에 출소한 박헌영을 지도자로 영입해 기관지 '코뮤니스트'의 편집책임을 맡겼다. 인천에서 발행된 이 기관지는 함흥에서 마산까지 전국에 배포되었다.
회원들 중 대다수는 조선공산당 재건운동을 위하여 일제의 혹독한 탄압에도 불구하고 끝까지 전향하지 않고 활동을 지속하였으며, 광복 후 재건된 조선공산당의 주류를 이루었다. 조직부서로는 조직부,인민전선부,노동조합부,학생부,일본유학생부 등을 두었고, 별도의 경호조직을 두었으며, 섬유노조담당,금속노조담당,전기전자노조담당,출판노조담당을 별도로 임명하였다. 그리고 각 지역조직에도 착수하여 도단위, 시단위로 결성하였고 함경도 지역의 주요 운동가와 제휴하였다.

## 구성 및 활동
엠엘파의 이재유 계열인 이관술, 김삼룡, 정태식, 이현상 등이 중심이 되어 지도부가 구성되었다. 1940년에는 박헌영이 출옥하여 경성콤그룹 지도자로 영입되었다. 이후 박헌영을 중심으로 화요파의 권오직, 서상파의 서중석도 참여하였으므로 그동안 격렬히 대립하던 여러 분파가 결합된 조직이었다.
경성콤그룹은 1930년대의 조선 사회주의 운동을 대표하는 조직으로 볼 수 있다. 이들은 일본 제국이 패망할 때까지 전향하지 않고 남아 있다가, 광복 후 곧바로 조선공산당을 재건할 수 있게 된 발판을 마련했다. 1945년 9월에 재건된 재건 조선공산당의 주류는 경성콤그룹 회원들이었으며 이후 남조선로동당 결성에까지 이어졌다.
1940년부터 서대문경찰서의 대량 검거로 10월에 이현상, 12월에 김삼룡이 체포됨으로써, 지도부는 피체되거나 지하로 들어가 1941년 이후로는 활동은 미약했다. 이로 인해 백오십여 명에 이르는 구속자가 발생하였고 이 가운데 56명이 재판을 받았다. 그러나 태평양 전쟁 종전 시점까지 와해되지 않고 조직을 유지함으로써, 조선공산당의 모태 역할을 했다.

## 노선
경성콤그룹은 대중조직을 먼저 건설하고 이를 기반으로 조선공산당을 재건하자는 노선을 택했는데, 이는 경성콤그룹의 최대 계파인 이재유 파벌이 그동안 비판해왔던 권영태 파벌의 노선과 유사했다. 또한 이재유와는 역시 이질적이었던 화요파의 박헌영이 지도자로 영입된 것은, 이무렵 외부의 위협으로 인한 고사 위기 속에서 조선의 공산주의 운동이 어느 정도 파벌 다툼을 극복한 것으로 볼 수 있다.
또한 무력투쟁을 선언, 반전투쟁, 반일민족통일전선전술, 결정적 시기의 무장봉기전술을 주장하였다. 경성콤그룹은 대중조직을 통해 정세가 변화했을 때 무장 봉기를 일으킬 수 있는 활동을 계획했으나, 잇따른 검거 사태로 인해 박헌영이 광주로 내려가 체포되지 않고 살아남는 선에서 활동이 중단되었다. 그러나 1940년 겨울 이후 1941년 겨울까지 3차례에 걸친 대규모 검거사건으로 세가 위축되었으나, 지도부는 지역으로 은신하여 비밀리에 연락, 여러 개의 소그룹을 유지하면서 급변하는 혁명정세를 주시하고 독립운동과 항일활동을 전개하는 한편, 다양한 형태의 지하활동과 반전투쟁을 전개하여 광복때까지 조직의 명맥을 이어갔다.

## 같이 보기
- 박헌영
- 김단야
- 조선공산당
- 엠엘당
- 경성트로이카
- 화요회

## 참고자료
- 안재성 (2006년 8월 20일). 〈13. 경성콤그룹〉. 《이관술 1902-1950》. 서울: 사회평론. ISBN 9788956026510.
- 임경석 (2004년 4월 15일). 〈제1부 일본 제국주의와의 사투 - 11. 경성콤그룹과 박헌영〉. 《이정 박헌영 일대기》. 서울: 역사비평사. ISBN 8976968018.